# Yusuke Minoguchi
Yūsuke Minoguchi (簔口 祐介, Minoguchi Yūsuke) est un footballeur japonais né le 23 août 1965 à Hokkaidō au Japon.

## Biographie
Yūsuke Minoguchi participe à la Coupe d'Asie des nations 1988 avec le Japon, en tant que joueur remplaçant.